# Єдина конвенція про наркотичні засоби
Єди́на конве́нція про наркоти́чні за́соби з 1961 року (з поправками 1972 року) — міжнародний документ, метою якого є обмеження доступу до продуктів канабісу (марихуана, гашиш тощо), кокаїну (поряд з іншими ефірами ekgoniny) i наркотиків опієвих (морфін, героїн, кодеїн тощо) з метою, що не є медичною.
Засоби, що підлягають контролю перелічені у чотирьох списках:
- Список I містить всі засоби, що охоплюються Конвенцією, за винятком вказаних у списку II.
- Список II містить кілька легших засобів подібних до опуімуму (власне і кодеїн).
- Список III містить препарати деяких засобів зі списків I i II, контроль яких є пом'якшеним  (наприклад певні дозування кодеїну).
- Список IV є частиною списку І, і містить засоби, на які поширюється найсуворіший контроль, і які визнано неприйнятними для лікувальних цілей.

Списки є на "жовтому списку" Міжнародної контролю над наркотиками (International Narcotics Control Board).
Україною конвенція була ратифікована у 2001 році, проте на сайті Верховної Ради її текст (включно зі списками) подано російською мовою.